# Megabothris calcarifer
Megabothris calcarifer är en loppart som först beskrevs av Wagner 1913.  Megabothris calcarifer ingår i släktet Megabothris och familjen fågelloppor. Inga underarter finns listade i Catalogue of Life.